# Monethe extensa
Monethe extensa är en fjärilsart som beskrevs av Percy I. Lathy 1932. Monethe extensa ingår i släktet Monethe och familjen Riodinidae. Inga underarter finns listade i Catalogue of Life.